# Hunters Creek Village
Hunters Creek Village è un centro abitato degli Stati Uniti d'America situato nella contea di Harris dello Stato del Texas.
La popolazione era di 4.367 persone al censimento del 2010. Fa parte dell'area metropolitana di Houston–The Woodlands–Sugar Land e di una serie di comunità residenziali di lusso nella zona a ovest di Houston conosciute come i Memorial Villages. Anche se Hunters Creek Village è un comune autonomo, e non fa parte della città di Houston, lo United States Postal Service utilizza "Houston" per tutti gli indirizzi di Hunters Creek Village.

## Geografia fisica
Hunters Creek Village è situata a 29°46′11″N 95°30′01″W (29.769632, -95.500190).
Secondo lo United States Census Bureau, ha un'area totale di 1,9 miglia quadrate (4,9 km²).

## Società

### Evoluzione demografica
Secondo il censimento del 2000, c'erano 4.374 persone, 1.471 nuclei familiari e 1.291 famiglie residenti nella città. La densità di popolazione era di 2.253,0 persone per miglio quadrato (870,5/km²). C'erano 1.523 unità abitative a una densità media di 784,5 per miglio quadrato (303,1/km²). La composizione etnica della città era formata dal 93,37% di bianchi, lo 0,37% di afroamericani, lo 0,14% di nativi americani, il 4,80% di asiatici, lo 0,46% di altre razze, e lo 0,87% di due o più etnie. Ispanici o latinos di qualunque razza erano il 3,59% della popolazione.
C'erano 1.471 nuclei familiari di cui il 43,6% aveva figli di età inferiore ai 18 anni, l'82,9% aveva coppie sposate conviventi, il 3,9% aveva un capofamiglia femmina senza marito, e il 12,2% erano non-famiglie. L'11,1% di tutti i nuclei familiari erano individuali e il 7,7% aveva componenti con un'età di 65 anni o più che vivevano da soli. Il numero di componenti medio di un nucleo familiare era di 2,97 e quello di una famiglia era di 3,19.
La popolazione era composta dal 31,2% di persone sotto i 18 anni, il 3,3% di persone dai 18 ai 24 anni, il 19,6% di persone dai 25 ai 44 anni, il 29,9% di persone dai 45 ai 64 anni, e il 15,9% di persone di 65 anni o più. L'età media era di 43 anni. Per ogni 100 femmine c'erano 92,8 maschi. Per ogni 100 femmine dai 18 anni in giù, c'erano 89,4 maschi.
Il reddito medio di un nucleo familiare era di 171.294 dollari e quello di una famiglia era di 184.574 dollari. I maschi avevano un reddito medio di 100.000 dollari contro i 48.750 dollari delle femmine. Il reddito pro capite era di 88.821 dollari. Circa lo 0,6% delle famiglie e l'1,2% della popolazione erano sotto la soglia di povertà, incluso nessuno sotto i 18 anni e l'1,2% di persone di 65 anni o più.

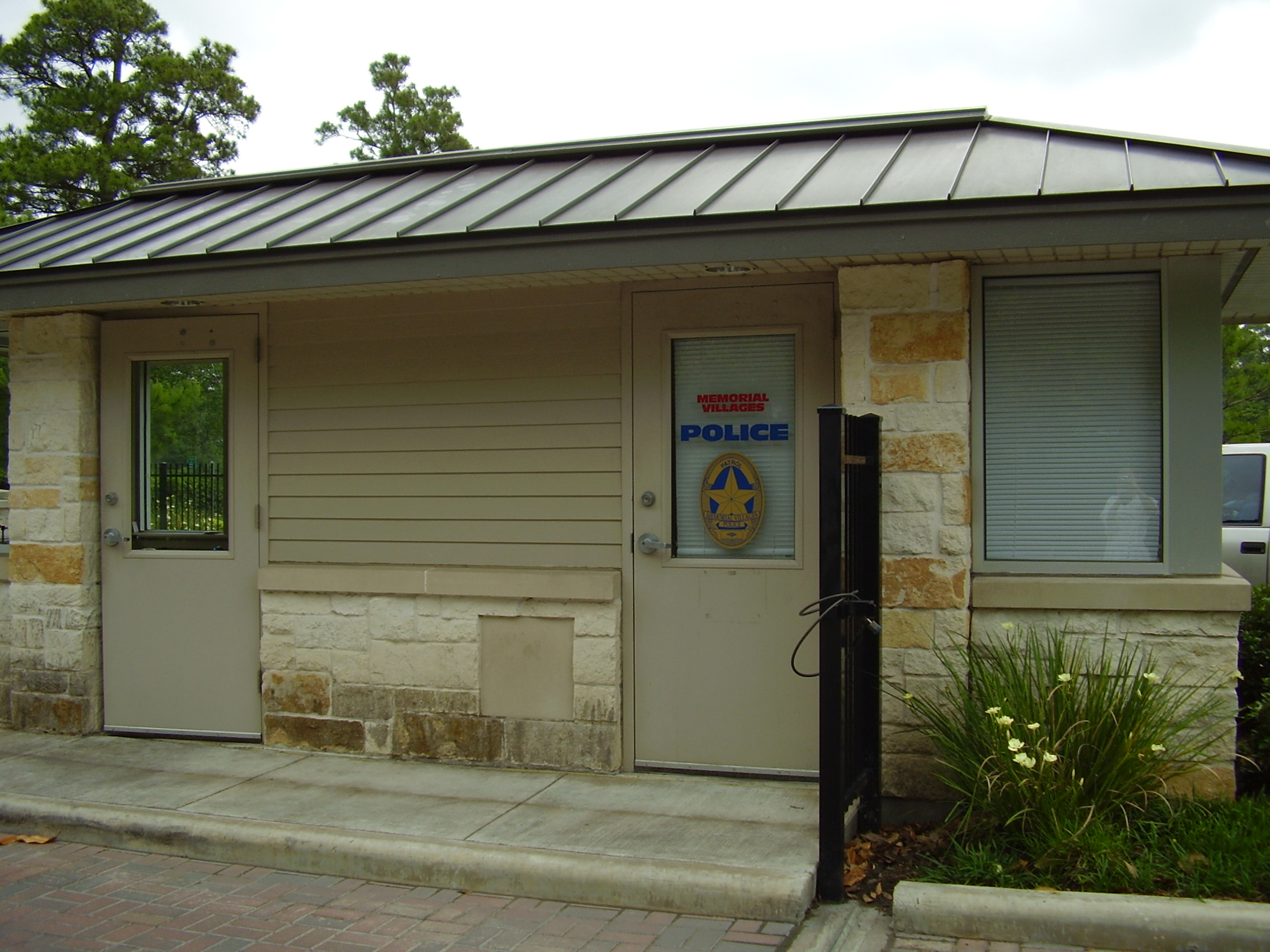